# Tipula fulminis
Tipula fulminis är en tvåvingeart som beskrevs av Alexander 1945. Tipula fulminis ingår i släktet Tipula och familjen storharkrankar. Inga underarter finns listade i Catalogue of Life.